# Pachnes
Pachnes (gr. Πάχνες) – góra na Krecie, drugi pod względem wysokości na wyspie i najwyższy szczyt pasma Lefka Ori (Góry Białe). Wznosi się na 2453 m n.p.m. 
Ze względu na znacznie oddalenie od zamieszkanych miejscowości, nie jest popularnym celem turystycznym. Najpopularniejszym punktem startowym wycieczek na szczyt jest wieś Anopoli na wysokości około 600 m. Nieutwardzona droga dostępna dla samochodów prowadzi dalej, do punktu na wysokości 1950 m n.p.m., z którego można dotrzeć na szczyt i wrócić w ciągu jednego dnia.